# 商业网站
商业网站是指以盈利为目的的网站。在2000年左右，商业网站隨著網際網路一併崛起，並開始蓬勃發展成另一種商業模式。以前既有的許多交易型態或商業行為，都逐渐受到這波網路化的影響，而將交易機制渐渐轉移到網站上。目前較為常見的商業網站，大致可分為：
- 星相命理交友類
- 購物拍賣類
- 資訊分享交流類